# Gârde
Gârde falu Romániában, Erdélyben, Fehér megyében. Közigazgatásilag Bisztra községhez tartozik.

## Fekvése
Dealu Muntelui mellett fekvő település.

## Története
Gârde korábban Dealu Muntelui része volt. 1956 körül vált külön településsé 219 lakossal.
1966-ban 366, 1977-ben 431, 1992-ben 437, 2002-ben pedig 399 román lakosa volt.